# Westermannia argentata
Westermannia argentata är en fjärilsart som beskrevs av Butler 1886. Westermannia argentata ingår i släktet Westermannia och familjen trågspinnare. Inga underarter finns listade i Catalogue of Life.